# Crotalaria mendoncae
Crotalaria mendoncae là một loài thực vật có hoa trong họ Đậu. Loài này được Torre miêu tả khoa học đầu tiên.